# Canon EF 24-70mm f/2.8L II USM
Canon EF 24-70mm f/2.8L II USM – teleobiektyw firmy Canon przeznaczonych dla aparatów EOS.

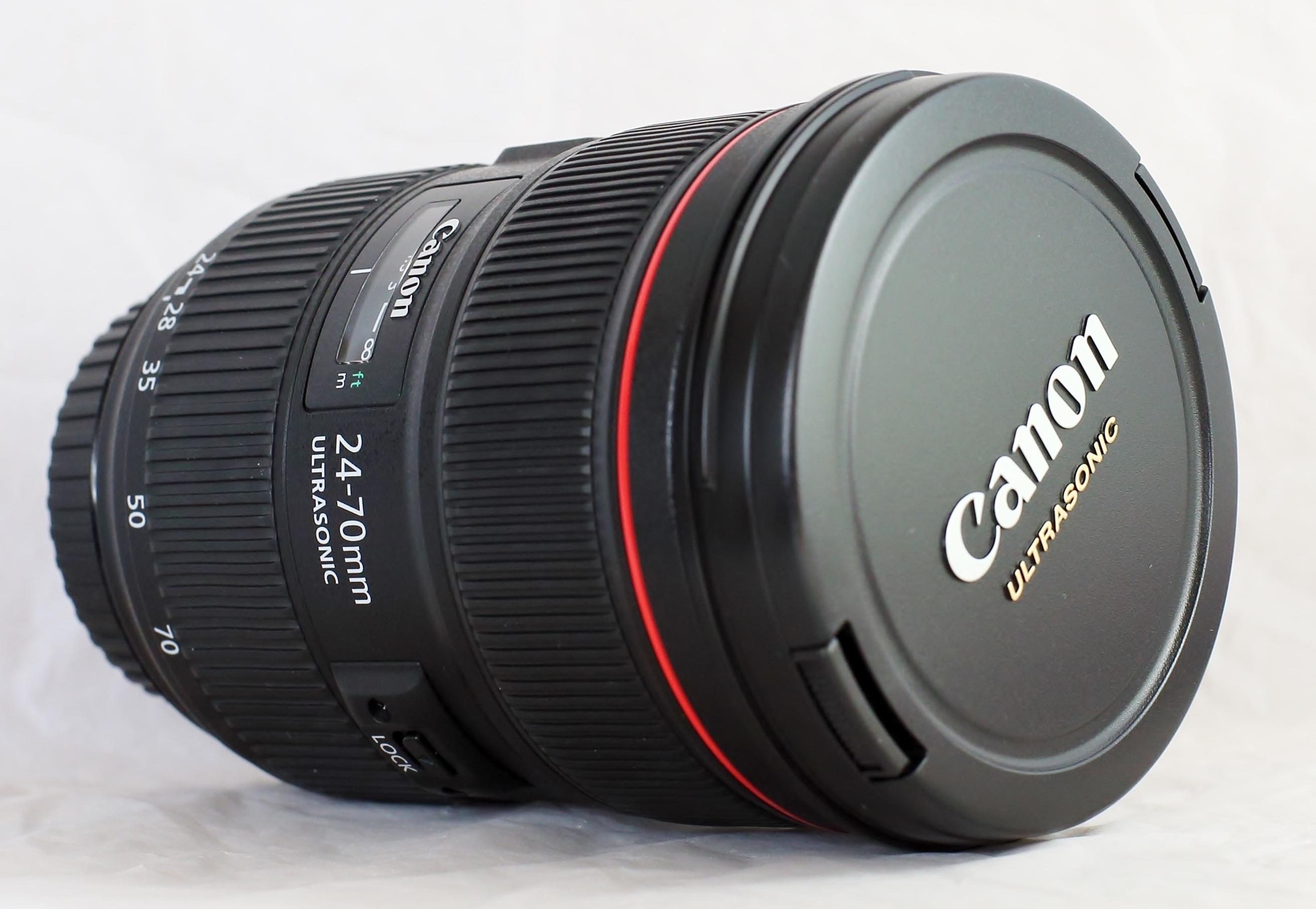
Canon EF 24-70mm f2.8 L II USM lens

Obiektyw ma stałą maksymalną jasność (przysłonę) bez względu na długość ogniskowej, wewnętrzne ogniskowanie (długość obiektywu pozostaje stała podczas ustawiania ostrości i/lub ogniskowej) oraz należy do serii L (z ang. luxury) – najlepszej jakościowo serii obiektywów Canona.